# Trachelophora floresica
Trachelophora floresica là một loài bọ cánh cứng trong họ Cerambycidae.